# Бент (Њу Мексико)
Бент (енгл. Bent) насељено је место без административног статуса у америчкој савезној држави Њу Мексико.

## Демографија
По попису из 2010. године број становника је 119.
| Група             | 2000.    | 2010.      |
| Белци             | 0 (0,0%) | 69 (58,0%) |
| Афроамериканци    | 0 (0,0%) | 0 (0,0%)   |
| Азијати           | 0 (0,0%) | 0 (0,0%)   |
| Хиспаноамериканци | 0 (0,0%) | 41 (34,5%) |
| Укупно            | 0        | 119        |